# 桑福德 (科罗拉多州)
桑福德（英語：Sanford），是美国科罗拉多州科内霍斯县下属的一座城市。建市于1907年4月9日，面积大约为1.467平方英里（3.8平方公里）。根据2010年美国人口普查，该市有人口879人。2011年估计该市有人口883人，相比2010年人口增长率为0.46%。同时，论人口该市是科罗拉多州第152大城市。